# Tai chi
Tai chi of tai ji (vereenvoudigd Chinees: 太极拳; traditioneel Chinees: 太極拳; pinyin: tài jí quán) is een van oorsprong Chinese vechtkunst, die nu veelal beoefend wordt als neijia, innerlijke bewegingskunst. Tai chi wordt beoefend voor zijn gezondheidsbevorderende eigenschappen, maar ook als een vechtsport voor zowel zelfverdediging als voor het uitschakelen van opponenten.
De term neijia ('innerlijke bewegingskunst') verwijst naar de nadruk die bij een aantal Chinese bewegingskunsten, zoals tai chi en xing yi quan, ligt op de innerlijke beleving en ontwikkeling. Dit in tegenstelling tot sporten waarbij de uiterlijke manifestatie belangrijk is, zoals bij karate of kickboksen.

## Stijlen en beschrijving
Er zijn vijf hoofdstijlen in tai chi, elk genoemd naar de Chinese familie waaruit de stijl is ontstaan:
- Chen-stijl (陳氏) van Chen Wangting (1580–1660)
- Yang-stijl (楊氏) van Yang Luchan (1799–1872)
- Wu Hao-stijl (武氏) van Wu Yuxiang (1812-1880)
- Wu-stijl (吳氏) van Wu Quanyou (1834–1902) en zijn zoon Wu Jianquan (1870–1942)
- Sun-stijl (孫氏) van Sun Lutang (1861–1932)

Waarbij de Wu- en Yang-stijl voornamelijk relatief langzaam worden uitgevoerd en de Chen-stijl ook explosieve momenten in zich heeft. De langzame bewegingen, die vanuit de lage dantian (buik) en vooral zeer ontspannen uitgevoerd worden, zijn kenmerkend voor tai chi. De bewegingen worden in een vaste volgorde uitgevoerd. Een vorm helemaal doorlopen kan, afhankelijk van de vorm, bijvoorbeeld drie, maar ook twintig minuten duren. 
Veel stijlen zijn onderverdeeld in substijlen van een sifu (leraar). De tai-chibeoefenaren spreken van vormen (套路 taolu). Elke stijl kent zijn eigen vormen, die van leraar op leerling worden overgedragen, waarbij de leraar zijn eigen kennis, vaardigheid of ervaring eraan toevoegt.
De Yang- en Wu-stijl zijn wat meer verinnerlijkt, terwijl bijvoorbeeld in de Chen-stijl het martiale karakter veel zichtbaarder aanwezig is. Bij tai chi als zelfverdediging ligt de nadruk op zachtheid. Het bewust toepassen hiervan levert een belangrijke bijdrage aan de balansverstoring van de tegenstander. Zachtheid is noodzakelijk om in de beweging van de tegenstander mee te gaan om deze te kunnen neutraliseren. De energie, die een aanvaller gebruikt in zijn aanval, wordt zodanig door de verdediger opgevangen dat deze energie als het ware omgekeerd (teruggegeven) wordt en tegen de aanvaller wordt gebruikt. Dit teruggeven kan op heel verschillende manieren en kan zeker ook als tegenaanval worden ervaren. Van groot belang hierbij is het behouden van het eigen evenwicht of centrum. Zachtheid, ontspanning, alertheid, opgerichtheid etc. zijn hierbij essentieel.

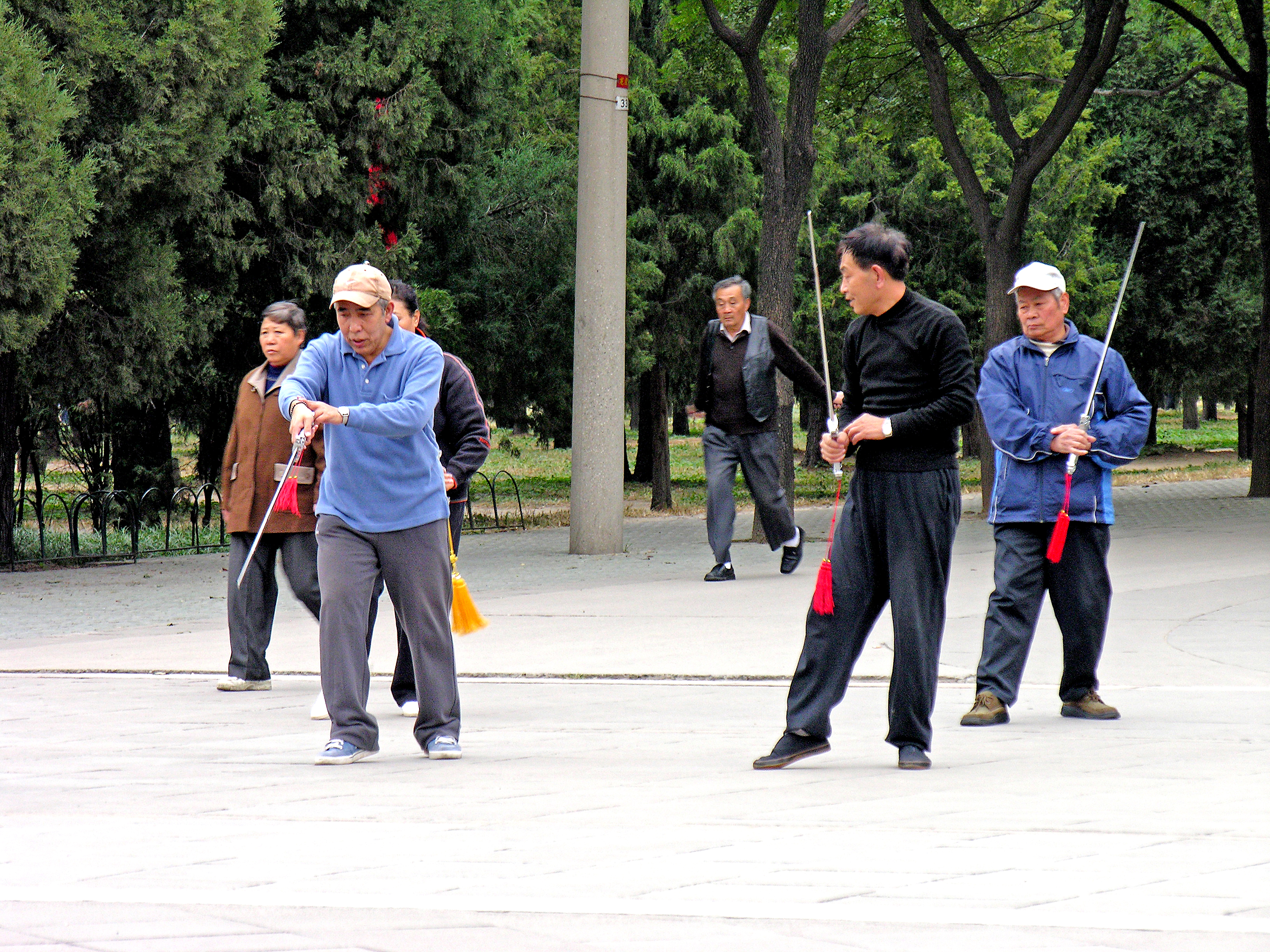
Tai chi oefenen met zwaard

Er zijn vormen van tai chi chuan waarbij wapens worden gebruikt. Dat zijn bijvoorbeeld een zwaard, een sabel, een stok of een waaier. Het wapen accentueert de bewegingen van het lichaam zodat deze correct worden uitgevoerd, en het geeft een middel waar de aandacht van de beoefenaar zich op kan concentreren. Er is bij de beoefening van tai chi chuan met wapens niet een doel deze wapens ook in realiteit te kunnen gebruiken. Dit doel bestaat wel in andere Wushu vechtsporten.

## Filosofie
Tai chi is gebaseerd op principes uit het taoïsme zoals yin en yang en de Tao Te Ching.

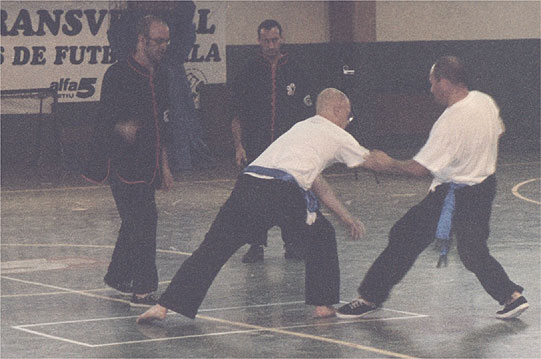
Een wedstrijd pushing hands (tui shou)

## Wedstrijden
Hoewel tai chi bekendstaat als een zogenaamde zachte sport als onderdeel van wat in China wushu wordt genoemd, en de bewegingen meestal solitair worden uitgevoerd, worden er ook aan tai chi gerelateerde wedstrijden gehouden.
Een veel door tai-chi-beoefenaars gedane activiteit wordt aangeduid met de Engelse term pushing hands waarbij twee deelnemers elkaar uit hun evenwicht proberen te krijgen. Hierin worden ook internationaal wedstrijden gehouden. Andere wedstrijden worden gehouden in het zo goed mogelijk uitvoeren van de bewegingen van een stijl. De uitvoering wordt beoordeeld door een jury.